# 사보이양배추
사보이양배추는 배추속의 재배종 식물이다. 양배추보다 봉오리가 더 넓게 퍼져 있고, 잎은 부드러우며 쭈글쭈글하게 주름이 졌다.

## 이름
프랑스 사부아 지역의 영어식 이름인 "사보이(Savoy)"를 따서 이름 붙여졌다.

## 재배
한국에서는 제주도에서 재배 되고있다

## 사진 갤러리

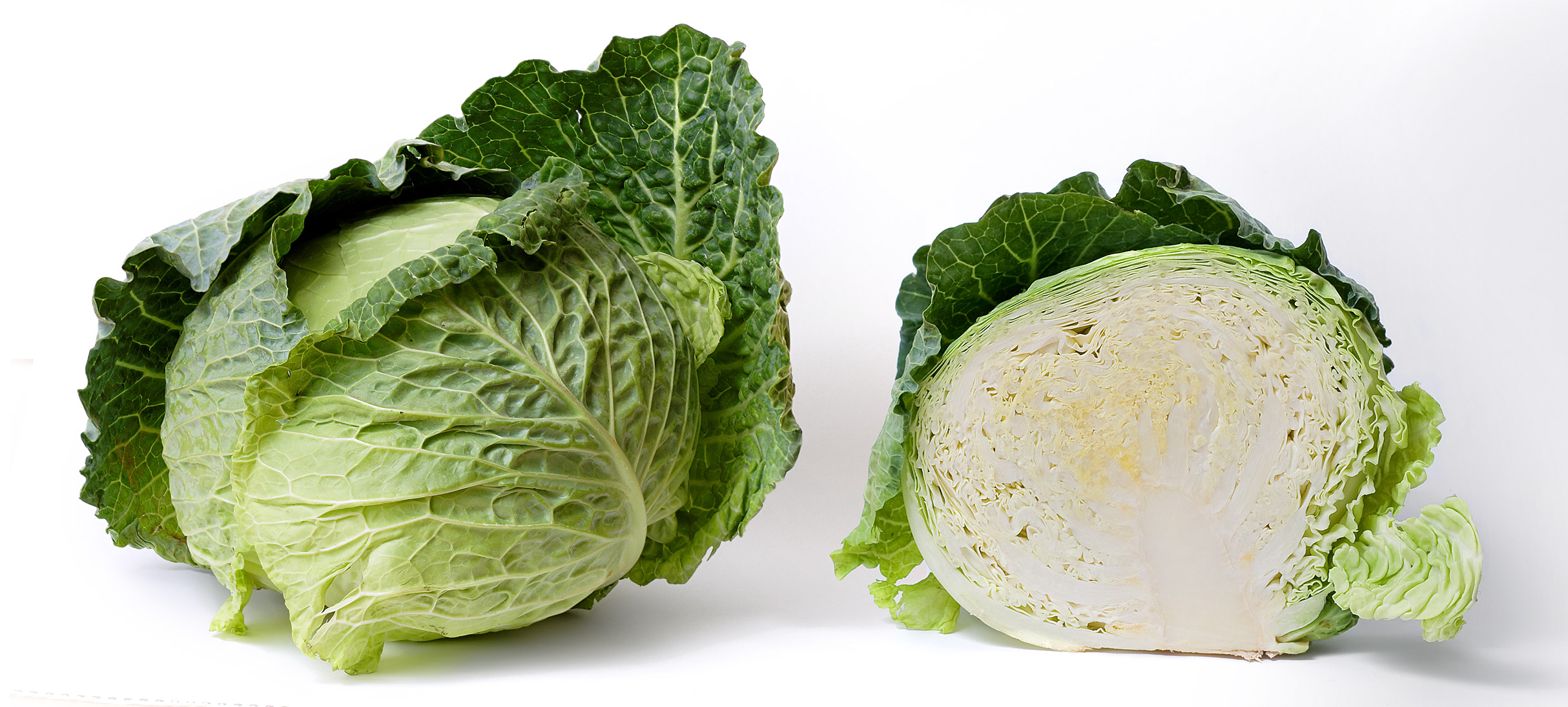
단면

## 같이 보기
- 양배추